# Jacob Kronika
Jacob Kronika (8. januar 1897 i Broager – 3. maj 1982 i København) var forfatter og chefredaktør for Flensborg Avis 1960-1964. Han kæmpede for det danske mindretal i Tyskland, hvortil han flyttede som helt lille.
Kronika var søn af købmand Peter Christian Kronika (død 1944) og hustru Karen f. Riis-Brandrup (død 1903) og blev student i 1916, læste ved universiteterne i København og Kiel og blev indkaldt til tysk militærtjeneste under 1. Verdenskrig og var udstationeret flere steder i Europa. Han blev tilknyttet avisen Der Schleswiger, der samarbejde med den dansksprogede Flensborg Avis, hvis chefredaktør Ernst Christiansen påvirkede Kronika meget. Han arbejdede som korrespondent i Berlin for både Der Schleswiger og Nationaltidende. Han var 1919-31 leder af det danske generalsekretariat i Flensborg samt de danske sydslesvigeres talsmand i Berlin 1932-45, hvor han oplevede det tredje riges undergang. Han var Berlin-korrespondent for Dagens Nyheder, Svenska Dagbladet og andre blade og efter krigen dansk bladkorrespondent i Bonn 1949-54 og 1959-60.
Ved siden af sin korrespondentvirksomhed skrev han flere bøger og i 1927 debuterede han med skuespillet Enten-Eller, der handlede om grænselandsproblemer. I 1937 udgav han romanen Revolution, der handlede om tilstandene i Berlin op til Hitlers magtovertagelse. I bogen besvarer han nazismens appel om national enhed på en positiv måde. Jacob Kronika erkendte senere, at han ikke gennemskuede nazismens væsen, før nogle år senere. "Det var min fejl", skrev han i 1935.
Han flyttede frem og tilbage mellem Danmark og Tyskland flere gange, men flyttede til København i 1975, hvor han døde, ugift, i 1982.
Han var bestyrelsesmedlem i ledende dansk-sydslesvigske organisationer gennem forskellige perioder fra 1919, næstformand i den nyoprettede Sydslesvigske Forening 1946 samt Ridder af Dannebrog.

## Værker
- Enten – Eller, skuespil, 1926.
- Revolution, 1935.
- Toner af Grænsesangen, 1939.
- Berlins Undergang, 1946, tysk udg.: Der Untergang Berlins.
- Lys i Vinduet, 1957.
- Et Demokrati paa Dødslejet, 1958.
- Den røde greve fra Slesvig – Der rote Graf aus Schleswig, 1960.
- Minder fra dengang (Møde med usædvanlige Mennesker i Berlin), 1963.
- Prins Hamlet og Sydslesvig, 1965.
- Midt i fjendens lejr, 1966.
- Kronika fortæller, 1968.
- Manden i Flensborg (Ernst Christiansen-Flensborg Avis), 1969.
- Den sidste slesviger og Ulsnæs-mordene, 1971.
- Hvorfor Holocaust?, 1979.